# Werner Spies
Werner Spies, né le 1er avril 1937 à Tübingen (alors partie de l'État populaire libre de Wurtemberg) en Allemagne, est un journaliste, historien d'art, critique d'art et un essayiste allemand, reconnu en particulier pour son travail sur le surréalisme et le cubisme. Il a également été le directeur du musée national d'Art moderne à Paris de 1997 à 2000.

## Biographie
Bien qu'Allemand, Werner Spies apprend très tôt la langue, la littérature et l'histoire de l'art de la France. Tout en suivant des études de journalisme, il écrit alors des pièces de théâtre et traduit les auteurs français où de langue française. Werner Spies rencontre Daniel-Henry Kahnweiler qui l'introduit auprès de Max Ernst et de Pablo Picasso durant les années 1960. Il consacre dès lors son travail à l'histoire de l'art et plus particulièrement les périodes du surréalisme et du cubisme. À ce titre il réalise la publication du catalogue raisonné des œuvres de Max Ernst, et des sculptures de Picasso, avec l'aide de ce dernier. Toutefois, il a attribué dans les années 1990 à Max Ernst sept tableaux qui se sont ensuite révélés être des faux tableaux peints par le faussaire allemand Wolfgang Beltracchi.
Sur proposition de Jean-Jacques Aillagon, alors président du Centre Georges-Pompidou, il devient le directeur du musée national d'Art moderne à Paris de 1997 à 2000 au moment de sa réouverture après trois années de travaux et de restructuration. Il présente à cette époque deux grandes expositions : Picasso sculpteur et La Révolution surréaliste.
En 2008-2009, il organise une série d'expositions dans différentes villes d'Europe autour des collages originaux d'Une semaine de bonté de Max Ernst, qui figuraient dans la collection de Daniel Filipacchi et n'avaient plus été présentés au public depuis 1936.
Il enseigne à l'Académie des beaux-arts de Düsseldorf jusqu'en 2002.

## Publications
- Picasso : dessins, pastels
- Andy Warhol Cars, New York, Éditions du Musée Solomon R. Guggenheim, 1988  (ISBN 3775702717)
- Picasso, sculpteur, Paris, Éditions du Centre Pompidou, 2000  (ISBN 2-84426-045-4).
- Max Ernst : vie et œuvre, avec François Joly, Paris, Éditions du Centre Pompidou, 2007  (ISBN 2844263410)
- L'œil, le mot, Éditions Christian Bourgois, 2007  (ISBN 2267018942).
- Les chances de ma vie : mémoires, Éditions Gallimard, 2014  (ISBN 978-2-07-014254-5).

## Récompenses et distinctions

### Décorations
- Croix de grand commandeur de l'ordre du Mérite (2009)
- Ordre du Mérite de Bade-Wurtemberg (1997)
- Ordre du Mérite de Rhénanie-du-Nord-Westphalie (2007)
- Commandeur de la Légion d'honneur (2004)[4] ; officier en 2000[5]
- Commandeur de l'ordre national du Mérite (décoration remise le 14 mars 2005)[6]
- Commandeur de l'ordre des Arts et des Lettres